# Furna da Miragaia
A Furna da Miragaia é uma gruta portuguesa localizada na freguesia da Bandeiras, concelho da Madalena do Pico, ilha do Pico, arquipélago dos Açores.
Esta cavidade apresenta uma geomorfologia de origem vulcânica em forma de tubo de lava localizado em campo de lava de encosta. Apresenta uma largura máxima de 5 m. por uma altura também máxima de 1.5 m.